# Boondi
Boondi (en rajasthani : बूंदी ; en ourdou : بوندی, bundi) est un snack du Rajasthan, à base de farine de pois chiche qui est sucrée et passée à la friture. Ce mets étant très sucré, on peut le conserver environ une semaine. En raison de la nécessité de conserver la nourriture dans une région aride telle que le Rajasthan, la version boondi laddu est préférée. Il existe aussi une variante salée appelée khara ou tikha.
Pour faire des boondi laddu, les boondi frits sont trempés dans un sirop de sucre.
Pour la préparation des tikha ou khara boondi, la pâte est mélangée avec des épices et du sel avant d'être frite. Des feuilles de curry concassées sont ajoutées. Le khara boondi se déguste seul ou est ajouté à un mélange indien.

## Boondi raïta
Au Pakistan et dans le nord de l'Inde, le boondi est souvent utilisé pour préparer un raïta. Le boondi raita se compose en principe de caillé, de boondi (qui a été trempé dans l'eau pour le rendre plus mou, puis tamisé) et d'un assaisonnement avec du sel, du piment et d'autres épices. Il est consommé comme accompagnement du riz pilaf ou de tout autre repas.